# Pflege ist NichtSelbstverständlich
Pflege ist #NichtSelbstverständlich ist eine Dokumentation über den Pflegenotstand im Gesundheitssystem Deutschlands. Sie wurde am 31. März 2021 als Sondersendung von Joko & Klaas LIVE über knapp sieben Stunden auf ProSieben ausgestrahlt. Gezeigt wurde unter anderem eine komplette Arbeitsschicht von Meike Ista, einer Gesundheits- und Krankenpflegerin im Knochenmarktransplantationszentrum des Universitätsklinikums Münster.

## Inhalte
Ista filmte und kommentierte mittels einer GoPro-Kamera ihre Tätigkeiten während einer Frühschicht, zu der unter anderem die pflegerische Versorgung schwer erkrankter Patienten gehört, die eine Knochenmarktransplantation erhalten haben. In verschiedenen Einspielungen kamen weitere Pflegekräfte mit Berichten aus anderen Einrichtungen zu Wort, darunter die Krankenschwester Esther Binar, die schon vorher diverse Youtube-Videos zum Thema Pflegenotstand veröffentlicht hatte, und der Gesundheits- und Krankenpfleger Alexander Jorde. Während der Ausstrahlung konnten sich die Zuschauer unter dem Hashtag #nichtselbstverständlich interaktiv an der Sendung beteiligen, indem sie ihre Erfahrungen via Twitter veröffentlichten. ProSieben blendete diese Zuschauerreaktionen in die laufende Dokumentation ein.
Die Ausstrahlung von #nichtselbstverständlich erreichte sechs Millionen Zuschauer. Sie erfolgte dabei gänzlich ohne Werbeunterbrechungen. Produziert wurde der Film von Florida TV in Zusammenarbeit mit Janus TV.

## Rezeption
Der Film wurde am 1. April 2021 in der Presse und den sozialen Medien weiträumig diskutiert. Überwiegend waren die Reaktionen auf den Film positiv. Einige Politiker wie Olaf Scholz (SPD) und Jens Spahn (CDU) gaben persönliche Meinungen ab.

## Auszeichnungen
- Deutscher Fernsehpreis 2021, Kategorie: Infotainment[1]